# ميكرو ستار انترناشيونال
ميكرو-ستار انترناشيونال (بالإنجليزية: Micro-Star International)‏ اختصارها (MSI) (بالصينية التقليدية: 微星科技) هي شركة عتاد حاسب وإلكترونيات شهيرة، مقرها الرئيسي تايوان وتعتبر من أكبر الشركات في العالم في تصنيع اللوحة الأم وبطاقة الفيديو.

## التاريخ
تأسست MSI في شهر أغسطس عام 1986 في تايوان، بواسطة 5 المؤسسين، شو شيانغ، فرانك لين، جينز هوانغ، هوانغ جانين، جوزيف هسو. في البداية ركزت علي تصنيع اللوحات الام بطاقة عرض مرئي، أنتجت الشركة في عام 1987 أول لوحة رئيسية، التي زادت من شهرة الشركة.

## المنتجات
تقوم الشركة بتصنيع منتجات عتاد الحاسب، اللوحة الأم وبطاقات الفيديو ولاب توب

## وصلات خارجية
- الموقع الرسمي بالإنجليزية
- الموقع الرسمي بالعربية